# Aco Šopov

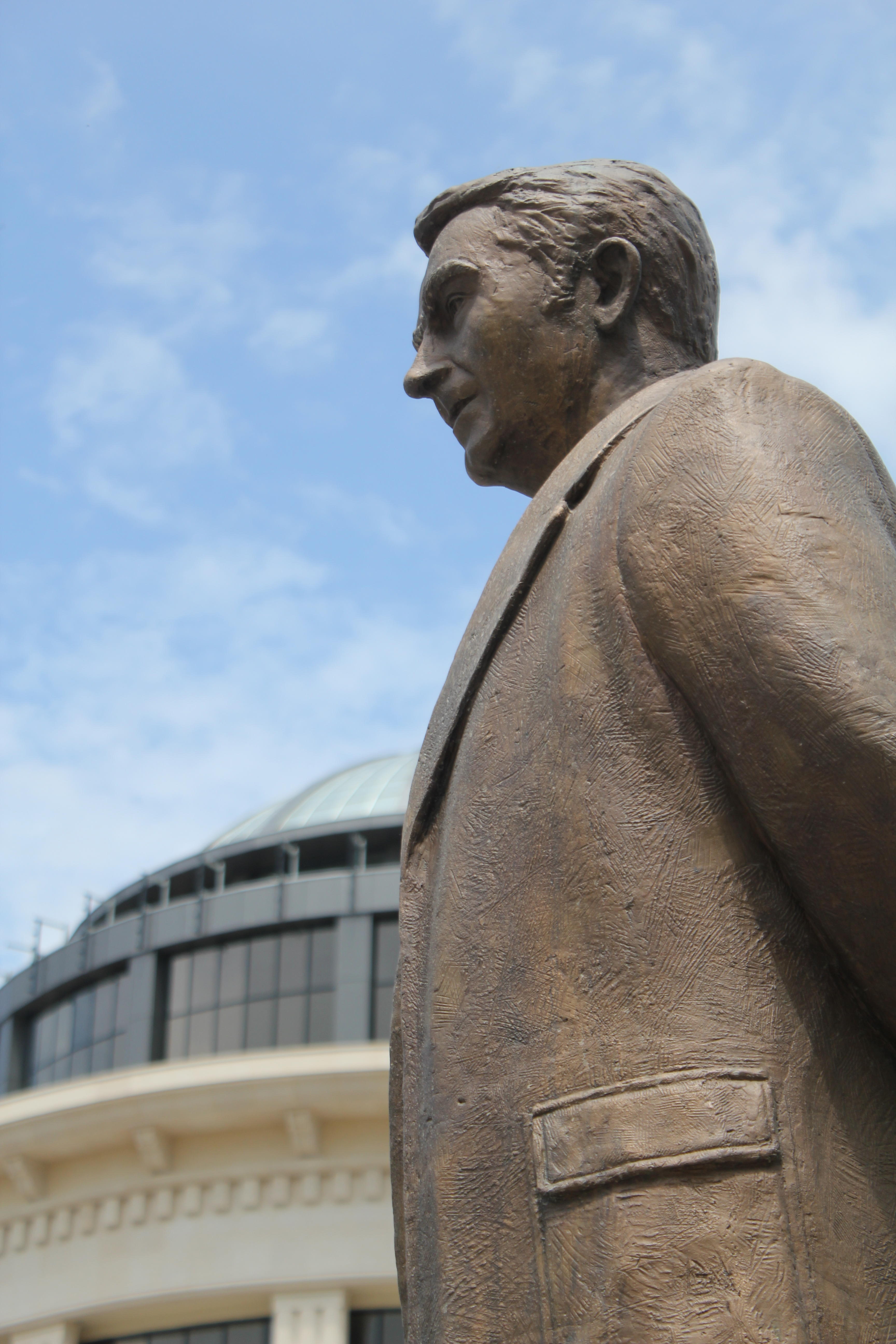

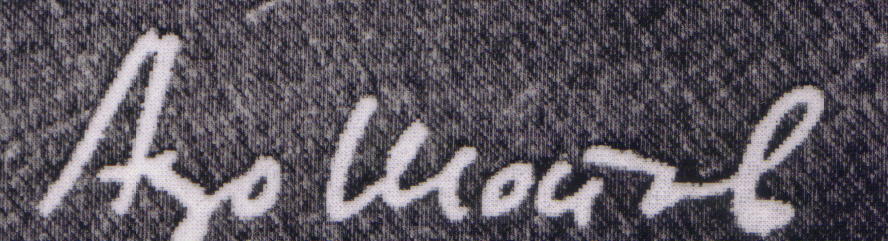

Aco Šopov [ˈatsɔ ˈʃɔpɔf] (mazedonisch Ацо Шопов; * 20. Dezember 1923 in Štip, heute Mazedonien; † 20. April 1982 in Skopje) war ein mazedonischer Dichter und Übersetzer und zwischen 1972 und 1976 jugoslawischer Botschafter in Senegal. Er gilt als einer der Begründer der modernen mazedonischen Literatur. Der Autor Vladimir Šopov ist sein Sohn.
Šopov wurde 1923 in der ostmazedonischen Stadt Štip geboren. Et studierte an der Kyrill-und-Method-Universität in Skopje Philosophie. Danach arbeitete er als Redakteur der Literaturzeitschriften „Idnina“ (maz. Иднина), „Nov Den“ (maz. Нов ден), „Sovremenost“ (maz. Современост) und weiterer. Danach wurde Aco Šopov Redakteur und Direktor der Verlage „Kočo Racin“ und „Makedonska Kniga“. Er war Mitglied und mehrere Jahre Vorsitzender des Bundes der mazedonischen Schriftsteller.
Aco Šopov ist Autor der ersten Gedichtsammlung in mazedonischer Sprache, die Ende des Zweiten Weltkrieges erschien. Der Verfasser von fünfzehn Gedichtsammlungen hat neben anderen Bücher von Pierre Corneille, Edmond Rostand, Léopold Sédar Senghor, William Shakespeare in seine Heimatsprache übersetzt.

## Biografie
Mit seiner Familie, dem Vater Gjorgji Zafirov-Šopov (1893–1944), seiner Mutter Kostadinka Ruseva (1897–1942), von der er das Talent und die Liebe für die Dichtung geerbt hatte, und seinen beiden Brüdern Dimitar (1920–1972) und Borislav (1927–1996) wuchs er in seiner Geburtsstadt auf. « Hunderköpfiges Monster » nannte er am Ende seines Lebens diese Kindheit, geprägt von einer, die Mutter seit 1934 lähmenden Krankheit. Kaum elfjährig musste er sich so alleine, nicht nur um sie, sondern auch um seinen kleinen Bruder kümmern – der ältere war zum Priesteramt nach Prizren geschickt worden und sein Vater war selten zu Hause. Daher prägen die Dämonen der unheilbaren Krankheit und des Todes, Angst, Traurigkeit und Einsamkeit Aco Šopovs gesamte Dichtung – seit seinen frühesten Anfängen in der Dichtkunst, als 14-Jähriger noch auf dem Papier für die Schule geschrieben, bis zu seinen letzten Gedichten.
Seit seinen ersten, als Widerstandskämpfer geschriebenen Gedichten, brach Aco Šopov mit den damals üblichen Gepflogenheiten der Dichtung und schrieb mitten im Krieg Liebesgedichte. Später griff er dann die bindenden Auflagen des realistischen Sozialismus offen an. Dies brachte ihm die Verurteilung der offiziellen literarischen Kritik in den 50er Jahren ein, aber auch, eine Dekade später, eine einstimmige Anerkennung.
Als ausgebildeter Philosoph, aber ausschließlich Dichter von Beruf, blieb Aco Šopov seinen Ideen immer treu und schuf so seine eigene literarische Laufbahn, ohne deshalb gleich regimekritisch zu agieren. « Die allergrösste Schwierigkeit und die höchste moralische Verantwortung des Dichters ist es, », erklärte er in einem Interview, « die richtigen Worte für Inhalte und Ideen zu finden, damit er sie unverfälscht und unnachahmbar ausdrücken kann. Wenn ihm dies nicht gelingt, entäussert sich das Gedicht und das Wort wird zur Lüge. »
Seit seiner ersten Gedichtsammlung Gedichte, 1944, am Ende des Zweiten Weltkriegs veröffentlicht und gleichzeitig das allererste Buch in mazedonischer Sprache, bis zu seinem letzten, Baum auf dem Hügel, 1980, zwei Jahre vor seinem Tod publiziert, legte Aco Šopov nicht nur die Grundlagen für, sondern errichtete auch eine entschieden moderne Dichtung. Diese, im heimischen Boden wurzelnd, errichtete er in der einzigen Absicht sie in das Kataster der Welt, die Weltliteratur einzuschreiben. In Aco Šopovs Werk vereinen sich gleichzeitig das Leben des Dichters, das Los seines Landes und das gemeinsame Schicksal der Menschheit in einer einzigen persönlichen und intimen Erfahrung.
Zu seinen Lebzeiten veröffentlichte Aco Šopov nicht nur zwölf Gedichtsammlungen, sondern auch acht Bände mit ausgewählten Gedichten auf Mazedonisch und zehn weitere mit fremdsprachigen Gedichten. Diese Bände wachsen seit 1982 stetig weiter an.

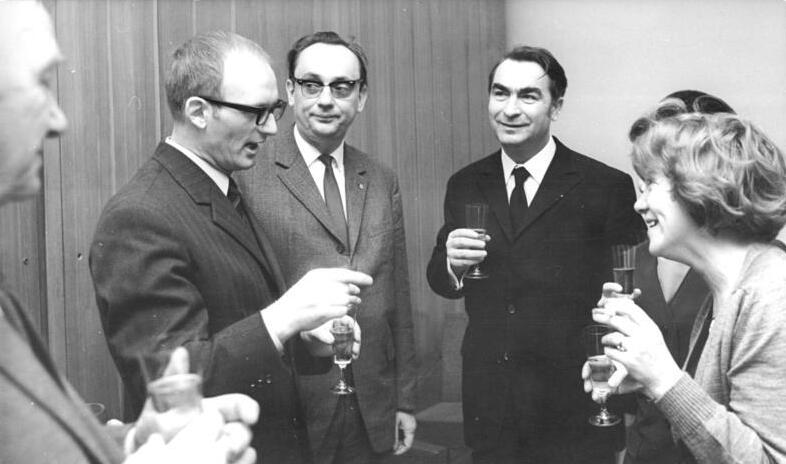
Präsident des Jugoslawischen Schriftstellerverbandes, Aco Šopov (4.v.l.) am 12. Februar 1970 in Berlin.

1967 war Aco Šopov eines der Gründungsmitglieder der mazedonischen Akademie für Wissenschaften und Künste. Drei Jahre später erhält er mit AVNOJ die höchste Auszeichnung Jugoslawiens in den Wissenschaften und Künsten.
Nach langen Jahren im Journalismus und in der Editionsarbeit wurde Aco Šopov 1971 zum Botschafter Jugoslawiens im Senegal ernannt. Aufenthalt im Senegal inspirierte ihn zu Gedichte für schwarze Frauen.
Wieder zurück in seinem Land wurde Aco Šopov 1975 von der Republik Mazedonien zum Präsidenten der Kommission für kulturelle Beziehungen mit dem Ausland ernannt. Doch keine drei Jahre später veranlasste ihn seine Krankheit, die er schon in seinen Gedichten vorausgeahnt hatte, sich aus dem aktiven Leben zu verabschieden. Nach langer Krankheit verstarb Aco Šopov am 20. April in Skopje.

## Bibliographie

### Bücher in Mazedonischen
- Песни (1944)
- Пруга на младоста (herausgegeben mit Slavko Janevski 1947)
- На Грамос (1950)
- Со наши раце (1950)
- Стихови за маката и радоста (1952)
- Слеј се со тишината (1955)[1]
- Ветерот носи убаво време (1957)
- Небиднина (1963)
- Јус-универзум (1968)
- Гледач во пепелта (1970)
- Песна на црната жена (1976)
- Дрво на ридот (1980)

### Lyrik in Deutsch
- Schwarze Sonne / Vorwort: Šopova, Jasmina – Differdange: Editions PHI, 2012. (Französisch/Deutsch)

In Anthologien
- Jugoslawische Lyrik der Gegenwart / Herbert Gottschalk. Gütersloh: Sigbert Mohn Verlag, 1964.
- Beschwingter Stein: Gedichte zeitgenössischer Dichter aus Jugoslawien / gesammelt und nachgedichtet von Ina Jun Broda. Wien, München, Jugend und Volk, [1976]. 139 p.
- Wisser makedonische Lyrik / Rudolf Grulich, Jozo Džambo. Heiligenhof, 1977.
- Moderne makedonische Lyrik / herausgegeben von Matthias Bronisch; mit einer Einführung von Miograg Drugovac. Tübingen und Basel, Horst Erdmann, 1978. 172 p.
- Ein Meisterwerk der modernen makedonischen Lyrik. (Deutsche Übersetzung.) In: Setschkareff, V., P. Rehder, H. Schmid (Hrsg.): * Ars Philologica Slavica. Festschrift für Heinrich Kuntsmann. München 1988, S. 314–329. (Sagners Slawistische Sammlung. 15.)

### Übersetzungen
- Zlij se s tišino. Prepev Ivan Minati. Ljubljana : Državna založba Slovenije, 1957. 72 p.
- Örök várakozó. Foditotta: Fehér Ferenc, Novi Sad, Forum, 1964. 78 p.
- Ветер приносить погожие дни. Перевод Александар Романенко. Москва: Прогресс, 1964. 64 p.
- Предвечерје. Избор, превод и препјев Сретен Перовиć. Титоград: Графички завод, 1966. 115 p.
- Ugnus-milestiba: dzeja. Sakartojis Aleksandar Romanenko. Riga: Liesma, 1974. 103 p.
- Песме. Избор и предговор Георги Старделов; превод и препјев Сретен Перовић, Београд: Народна књига, 1974. 277 p.
- Pjesma crne žene. Prevela Elina Elimova, Zagreb, August Cesarec, 1977. 39 p.
- Дуго долаженје огња: изабране песме. Превод Сретен Перовић, Београд: Рад, 1977. 105 p.
- En chasse de ma voix. Choix et adaptation Djurdja Sinko-Depierris, Jean-Louis Depierris, Paris, Editions Saint-Germain-des-Prés, 1978. 60 p.
- Naşterea cuvéntului. Selectiesi traducere de Ion Deaconesvu ; prefatâ si note Traian Nica. Cluj-Napoca: Dacia, 1981, 91 p.
- Lector de cenizas. Presentación selectión i traucción por Aurora Marya Saavedra. Mèhico: Cuadernos Cara a Cara, 1987, 93 p.
- Шопов во светот, Шопов од светот. Избор и предговор Милош Линдро. Скопје: Македонска книга, 1994 (Избор, кн. 2).
- Anthologie Personnelle. Poésie traduite du macédonien par Jasmina Šopova ; introduction d’Ante Popovski ; adaptation et postface d’Edouard Maunick. Paris: Actes Sud / Editions UNESCO, 1994, 143 p.
- Stigmate. Edité par Jasmina Šopova. Skopje : Matica makedonska, 2001. 253 p. (macédonien et français)
- Senghor-Šopov : Parallèles. Edité par Jasmina Šopova; Introductions: Jasmina Šopova, Hamidou Sall, Risto Lazarov. Illustrations: Hristijan Sanev. Skopje: Sigmapres, 2006. 206 p. (français et macédonien).
- Sol negro. Traducción de Luisa Futoransky. Prólogo y selección por Jasmina Šopova. Buenos Aires : Leviatán, 2011. 98 p.
- Geburt des Wortes = Naissance de la parole. Gedichte übersetzt aus dem Makedonischen von Ina Jun-Broda ; Traduit du macédonien par Jasmina Šopova et Édouard J. Maunick. Struga: Sruga Poesieabende / Soirées poétiques de Struga, 2010. 92 p.
- The Word’s Nativity. Edited by Katica Kulavkova. Skopje: St. Clement of Ohrid National and University Library, 2011. 196 p.
- Soleil noir = Schwarze Sonne. Préface = Vorwort: Jasmina Šopova. Differdange: Editions PHI, 2012. 121 p.
- '’Раждание на словото’’. Подбор, превод, предговор: Роман Кисьов ; Русе: Авангард принт, 2013. 110 p.

### Bücher über Aco Sopov
- Aco Šopov (1923–1982): Festschrift presented as a memorial to Aco Šopov : a member of Macedonian Academy of Sciences and Arts.[2]
- Ivanović Radomir: Poetikata na Aco Šopov,[3] prevod od srpskohrvatski rakopis Milan Trajkov, Skopje, Makedonska revija, 1986.
- Ivanović Radomir: Reč o reči : poetika Ace Šopova,[4] Beograd, Novo Delo, 1986.
- Tvoreštvoto na Aco Šopov (simpozium po povod 70-godišninata od rađanjeto na Aco Šopov), Skopje, Filološki fakultet, Institut za makedonska literatura, 1993.
- Kitanov Blaže: Aco Šopov, Život i delo, Skopje, Kultura, 1998.
- Stardelov Georgi, Nebidninata: poezijata i poetskoto iskustvo na Aco Šopov, Skopje, Matica makedonska, 2000.
- Aco Šopov: svečen sobir po povod 20-godišninata od smrtta na Aco Šopov,[5] Skopje, 24.IV 2002 godina.
- Šopova Jasmina: Po-tragite na Aco Šopov, Skopje, Sigmapres, 2003.
- Životot i deloto na Aco Šopov (međunaroden naučen sobir po povod osumdesetgodišninata od rađanjeto na Aco Šopov), Skopje, Makedonska Akademija na naukite i umetnostite, 2005.